# Кива Микола Андрійович
Мико́ла Андрі́йович Ки́ва (нар. 1908, село Милорадове, тепер Котелевського району Полтавської області — ?) — український радянський діяч, 1-й секретар Шацького районного комітету КП(б)У Волинської області. Депутат Верховної Ради УРСР 3-го скликання.

## Біографія
Народився в бідній селянській родині. У 1924 році закінчив семирічну школу. Потім закінчив електротехнічний відділ Полтавської індустріально-технічної професійної школи. Працював лебідником шахти № 19 Рутченківського рудника на Донбасі.
У 1928 році повернувся на Полтавщину, де закінчив учительські курси. Працював учителем школи.
У 1939—1941 роках — завідувач Чутівського районного відділу народної освіти Полтавської області. Одночасно заочно закінчив Полтавську партійно-радянську школу та Полтавський педагогічний інститут.
Член ВКП(б) з 1940 року.
З 1941 року — у Червоній армії, учасник німецько-радянської війни з березня 1942 року. Служив заступником командира батареї, заступником командира дивізіону із політичної частини 482 армійського мінометного полку 37-ї стрілецької дивізії Північно-Західного та Карельського фронтів, партійним організатором 633-го гаубичного артилерійського полку.
Після демобілізації працював завідувачем відділу пропаганди й агітації Устилузького районного комітету КП(б)У Волинської області. Після закінчення партійних курсів був 2-м секретарем Устилузького районного комітету КП(б)У.
З вересня 1949 до середини 1950-х років — 1-й секретар Шацького районного комітету КП(б)У Волинської області.
Потім — на пенсії.

## Звання
- капітан

## Нагороди
- орден Червоної Зірки (18.11.1944)
- орден Вітчизняної війни 2-го ст. (8.08.1944)
- орден Вітчизняної війни 1-го ст. (6.04.1985)
- медаль «За відвагу» (19.05.1943)
- медаль «За перемогу над Німеччиною у Великій Вітчизняній війні 1941—1945 років»